# Krivodol (Vratsa)
Pour les articles homonymes, voir Krivodol.
Krivodol (Криводол) est une ville du nord-ouest de la Bulgarie, située dans l'oblast de Vratsa, à 130 km au nord de Sofia.

## Population
En 1880, la population était de 982 habitants, et en 2008 elle était de 3 497 habitants.

## Sources
- (en) Cet article est partiellement ou en totalité issu de l’article de Wikipédia en anglais intitulé « Krivodol, Bulgaria » (voir la liste des auteurs).